# 듄 II
《듄 II》(Dune II)는 프랭크 허버트의 과학 소설 《듄》에서 동기를 얻어, 1992년 웨스트우드 스튜디오에서 제작한 최초의 실시간 전략 시뮬레이션 게임이다. 그 뒤에 만들어진 《커맨드 앤 컨커 시리즈》와 《워크래프트》, 《스타크래프트》 같은 실시간 전략 시뮬레이션 게임에 많은 영향을 주었다. 최초의 실시간 전략 게임은 《스톤커스》(Stonkers)이지만 《듄 II》는 실시간 전략 시뮬레이션을 장르로서 확립했다는 평가를 받고 있다. 1998년 리메이크작인 《듄 2000》이 발매되었다.

## 게임 진행
아트레이드, 하코넨, 오르도스 세 가문 중 하나를 골라 진행한다. 모래 사막에서 스파이스를 캐서 정제하여 크레딧(이 게임의 화폐 단위)으로 바꾸고, 크레딧을 써서 건물을 짓고 군대를 만들어 적 기지를 부순다. 다른 종류의 자원은 존재하지 않는다. 《스타크래프트》 같은 다른 게임처럼 전장은 처음에는 워 포그로 덮여 있어, 유닛의 시야가 닿지 않는 곳은 볼 수 없다. 유닛을 이동시키면 워 포그가 걷히는데 《워크래프트 II》와 같은 게임과 달리 한 번 걷힌 워 포그는 다시 덮이지 않는다. (이 점은 《워크래프트》와 같다)

### 줄거리
듄을 지배하는 자가 스파이스를 지배하고 스파이스를 지배하는 자가 우주를 지배한다.
듄(Dune)이라고도 불리는 사막 행성 아라키스(Arrakis)는 모래로 뒤덮인 불모의 땅이다. 언뜻 아무 쓸모 없어 보이는 이 조그만 행성은, 그러나 우주에서 유일한 스파이스 멜란지(Spice melange)의 생산지이다. 스파이스 멜란지는 인간의 수명을 수백년 단위로 증가시키며, 사물과 미래에 대한 예지력과 정신능력을 확장시켜 준다. 또한 이러한 스파이스로 인하여 우주 네비게이터 길드(Spacing guild)의 항성 사이를 오고 가며 여행할 수 있게 된다. 이러한 멜란지는 우주를 유지하는 물질이며, 또한 우주에서 가장 소중하고 귀중한 물질이다. 이러한 스파이스의 생산지, 아라키스는 명실상부한 우주의 중심이며 아라키스를 지배하는 자가 사실상 우주를 지배한다.
우주 제국의 코리노 황가의 황제인 사담 4세는 황가의 내전으로 인한 전쟁 비용으로 인해 엄청난 빚더미에 올라 앉아 있었다. 자신이 현재 지배하고 있는 아라키스에서 스파이스를 채굴하여 빚을 갚으려 하였으나, 그 엄청난 빚을 갚기 위해서 필요한 스파이스의 양 역시 엄청났다. 다급해진 황제는 스파이스를 모으기 위해서 자신에게 스파이스 멜란지를 가장 많이 채굴하여 바치는 가문에게 아라키스의 통치권을 넘겨 주겠다는 제안을 하게 된다. 이에 따라 우주 제국의 3대 가문인 아트레이드, 하코넨, 오르도스는 아라키스의 통치권을 얻기 위하여 아라키스로 출병하게 되고, 전쟁은 시작된다.

## 가문

### 아트레이드
아트레이드(Atreides)는 칼라단(Caladan)출신의 가문. 3대 가문 중 가장 온화하고 예의바르며 우주의 평화를 지키려는 노력을 하고 있다.

### 하코넨
하코넨(Harkonnen)은 기디 프라임(Gidi Prime)출신의 가문. 3대 가문 중 가장 탐욕스럽고 호전적이며 전쟁을 통해 스파이스를 독차지하려는 야심을 품고 있다.

### 오르도스
오르도스(Ordos)는 시그마 드라코니스(Sigma Draconis)출신의 가문. 상업을 주업으로 삼고 있으며 이익을 위해서라면 수단과 방법을 가리지 않는다.

## 같이 보기
- 듄 2000
- 엠페러: 배틀 포 듄